# Saint-Georges (Pas-de-Calais)
Saint-Georges település Franciaországban, Pas-de-Calais megyében. Lakosainak száma 325 fő (2022. január 1.). Saint-Georges Le Parcq, Le Quesnoy-en-Artois, Vacqueriette-Erquières, Vieil-Hesdin és Hesdin-la-Forêt községekkel határos.

## Népesség
A település népessége az elmúlt években az alábbi módon változott:
| Lakosok száma | 322  | 324  | 331  | 326  | 331  | 334  | 338  | 331  | 325  |
|               | 2013 | 2015 | 2016 | 2017 | 2018 | 2019 | 2020 | 2021 | 2022 |